# Margit Ernst-Habib
Margit Ernst-Habib (* 20. März 1968 in Nordhorn) ist eine deutsche evangelisch-reformierte Theologin.

## Leben
Margit Ernst-Habib studierte von 1987 bis 1994 evangelische Theologie in Wuppertal und Göttingen. 1994 machte sie ihr Erstes Kirchliches Examen in der Evangelisch-reformierten Landeskirche. Von 1994 bis 1998 war sie Wissenschaftliche Hilfskraft am Lehrstuhl für Reformierte Theologie und in der Karl-Barth-Forschungsstelle der Georg-August-Universität Göttingen. Von 1998 bis 1999 war sie Studieninspektorin des Reformierten Studienhauses in Göttingen und wurde 1999 ordiniert. Von 1999 bis 2002 versah Ernst-Habib eine Professur für Systematische Theologie am Columbia Theological Seminary in Decatur (USA). Nach ihrer Familienzeit war sie als Clarence N. and Betty B. Frierson Distinguished Scholar am Austin Presbyterian Theological Seminary tätig. 2015 wurde sie in Siegen promoviert (Dr. phil). Von 2016 bis 2017 war sie Wissenschaftliche Geschäftsführerin der World Communion of Reformed Churches. Seit 2019 ist Ernst-Habib Wissenschaftliche Mitarbeiterin von Michael Hüttenhoff an der Universität des Saarlandes. 2021 habilitierte sie sich an der Leibniz Universität in Hannover im Fach (Systematische Theologie). Anschließend arbeitete sie als Vertretungsprofessorin an der Universität Duisburg-Essen und seit dem Wintersemester 2022 in Jena.
Margit Ernst-Habib forscht zu Postkolonialismus/Dekolonialismus, Gendertheorien, Christologie, Karl Barth und Johannes Calvin, Theologischer Religionskritik und Reformierter Theologie.

## Veröffentlichungen
- But Why Are You Called a Christian? An Introduction to the Heidelberg Catechism, Göttingen 2013.
- Reformierte Identität weltweit – Eine Interpretation neuerer Bekenntnistexte aus der reformierten Tradition, Göttingen 2017.
- mit Christoph Dahling-Sander und Georg Plasger (Hrsg.): Herausgeforderte Kirche. Anstöße – Wege – Perspektiven, Wuppertal 1997.
- mit Hans-Georg Ulrichs (Hrsg.): Glaubensleben. Wahrnehmungen reformierter Frömmigkeit Solingen 2018.